# Furna (Szwajcaria)
Furna (gsw. Furnä, rm. Fuorn) – miejscowość i gmina w południowo-wschodniej Szwajcarii, w kantonie Gryzonia, w regionie Prättigau/Davos. Pod względem liczby mieszkańców jest najmniejszą gminą w regionie.

## Demografia
We Furnie mieszka 207 osób. W 2020 roku 3,4% populacji gminy stanowiły osoby urodzone poza Szwajcarią. 